# Jagiellonia Białystok w sezonie 2002/2003

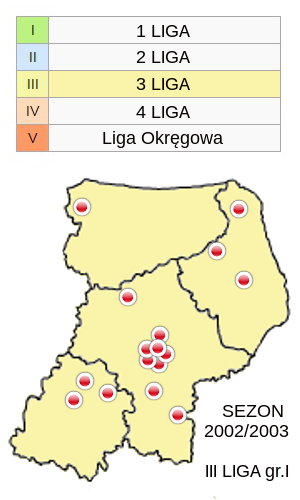
Zespoły występujące w III Lidze w sezonie 2002/2003

Jagiellonia Wersal Podlaski Białystok przystąpiła do rozgrywek III ligi oraz Pucharu Polski od rundy wstępnej.

W styczniu 2003 roku powstała Sportowa Spółka Akcyjna Jagiellonia Białystok, oznaczało to zmiany organizacyjne oraz zwiększenie finansowania białostockiego klubu. 

## III poziom rozgrywkowy
Jagiellonia w dobrym stylu zwyciężyła w rozgrywkach III ligi grupy I (w sezonie 2002/03 były 4 grupy III ligi) i po roku znowu awansowała do II Ligi. Zespół przez cały sezon prowadził trener Witold Mroziewski.
Puchar Polski

W rozgrywkach Pucharu Polski na szczeblu centralnym Jagiellonia pokonała Odrę Opole i Lewart Lubartów, w 1/16 (II runda) uległa Widzewowi Łódź 1:2 i odpadła z dalszej rywalizacji.

W rozgrywkach okręgowych „żółto-czerwoni” pokonali kolejno Spartę Augustów, MKS Mielnik i w finale 2:1 Hetmana Białystok. 
W przerwie meczu pucharowego z Odrą nastąpiło oficjalnie pożegnanie z Jagiellonią Ryszarda Ostrowskiego i Dariusza Czykiera.

## Końcowa tabela III Ligi (gr.I)
| Lp. | Drużyna                | M  | Z  | R  | P  | Bramki | Bramki | Różn. | Pkt. | Uwagi             |
| --- | ---------------------- | -- | -- | -- | -- | ------ | ------ | ----- | ---- | ----------------- |
| 1   | Jagiellonia Białystok  | 30 | 20 | 7  | 3  | 55     | 18     | +37   | 67   | Awans do II ligi  |
| 2   | Gwardia Warszawa       | 30 | 17 | 7  | 6  | 49     | 24     | +25   | 58   |                   |
| 3   | Okęcie Warszawa        | 30 | 15 | 8  | 7  | 42     | 22     | +20   | 53   |                   |
| 4   | MG MZKS Kozienice      | 30 | 15 | 6  | 9  | 48     | 27     | +21   | 51   |                   |
| 5   | Pelikan Łowicz         | 30 | 12 | 11 | 7  | 43     | 30     | +13   | 47   |                   |
| 6   | Stal Głowno            | 30 | 13 | 8  | 9  | 35     | 28     | +7    | 47   |                   |
| 7   | Mazowsze Grójec        | 30 | 12 | 8  | 10 | 35     | 33     | +2    | 44   |                   |
| 8   | Warmia Grajewo         | 30 | 12 | 8  | 10 | 46     | 31     | +15   | 44   |                   |
| 9   | MKS Mława              | 30 | 11 | 9  | 10 | 31     | 33     | -2    | 42   |                   |
| 10  | Unia Skierniewice      | 30 | 12 | 5  | 13 | 39     | 41     | -2    | 41   |                   |
| 11  | Legionovia Legionowo   | 30 | 9  | 10 | 11 | 35     | 37     | -2    | 37   |                   |
| 12  | Znicz Pruszków         | 30 | 10 | 6  | 14 | 41     | 51     | -10   | 36   |                   |
| 13  | Polonia-Olimpia Elbląg | 30 | 9  | 7  | 14 | 28     | 49     | -21   | 34   | (*)               |
| 14  | Wigry Suwałki          | 30 | 8  | 6  | 16 | 31     | 43     | -12   | 30   | Spadek do IV ligi |
| 15  | Polonia II Warszawa    | 30 | 8  | 4  | 18 | 40     | 60     | -20   | 28   | Spadek do IV ligi |
| 16  | Hutnik Warszawa        | 34 | 1  | 2  | 27 | 19     | 90     | -71   | 5    | Spadek do IV ligi |

- Patrz także III liga polska w piłce nożnej (2002/2003)
- W związku z wycofaniem z rozgrywek Stomilu Olsztyn (spadkowicz z II ligi), utrzymała się dodatkowo Polonia-Olimpia Elbląg.
- Wojciech Kobeszko z 23 bramkami zdobył tytuł króla strzelców III ligi (grupy I).

## Skład, statystyka, transfery
| Nr                 | Zawodnik               | Poz.       | Data ur.   | Wz.  | Mecze | Br. | Transfer z/do                               | Ostatni klub                 |
| ------------------ | ---------------------- | ---------- | ---------- | ---- | ----- | --- | ------------------------------------------- | ---------------------------- |
|                    | Andrzej Olszewski      | BR         | 21.02.1975 | 1,90 | 29    | 0   | 02(j) z Hapoel Bet Sze’an                   | Hapoel Bet Sze’an            |
|                    | Kamil Ulman            | BR         | 21.04.1983 | 1,85 | 1     | 0   | 02(j) z drużyny rezerw                      | Jagiellonia II Białystok     |
|                    | Przemysław Kulig       | OB         | 8.10.1980  | 1,81 | 30    | 2   |                                             | Mrągovia Mrągowo             |
|                    | Tomasz Wołczyk         | OB         | 10.12.1980 | 1,84 | 4     | 0   |                                             | Jagiellonia II Białystok     |
|                    | Wojciech Marcinkiewicz | OB         | 19.01.1983 | 1,87 | 29    | 1   |                                             | MOSP Jagiellonia Białystok   |
|                    | Krzysztof Zalewski w   | PO         | 17.01.1978 | 1,77 | 28    | 0   |                                             | KPWP Wasilków                |
|                    | Robert Speichler       | OB         | 27.11.1980 | 1,87 | 29    | 1   | 02(j) z Hetman Białystok                    | Hetman Białystok             |
|                    | Mariusz Bańkowski      | OB         | 10.03.1980 | 1,92 | 26    | 2   |                                             | KPWP Wasilków                |
|                    | Dariusz Prokop         | OB         | 18.05.1976 | 1,83 | 19    | 0   |                                             | (wyp.) KPWP Wasilków         |
|                    | Marcin Danielewicz     | PO         | 29.04.1976 | 1,83 | 29    | 1   |                                             | Świt Nowy Dwór Maz.          |
|                    | Mariusz Dzienis        | PO         | 27.02.1980 | 1,77 | 29    | 4   |                                             | MOSP Jagiellonia Białystok   |
|                    | Dariusz Łatka          | PO         | 14.09.1978 | 1,72 | 24    | 6   |                                             | Hutnik Kraków                |
|                    | Tomasz Walukiewicz     | PO         | 10.11.1984 | 1,82 | 4     | 1   |                                             | MOSP Jagiellonia Białystok   |
|                    | Arkadiusz Chrobot      | PO         | 1.10.1978  | 1,81 | 16    | 0   |                                             | Sandecja Nowy Sącz           |
|                    | Łukasz Tyczkowski      | NA         | 28.11.1983 | 1,76 | 29    | 5   | 02(j) z drużyny rezerw                      | Jagiellonia II Białystok     |
|                    | Łukasz Tupalski        | PO         | 4.09.1980  | 1,87 | 25    | 2   | 02(j) z Wigry Suwałki                       | Wigry Suwałki                |
|                    | Marcin Strzeliński     | PO         | 24.02.1981 | 1,78 | 8     | 0   | 02(j) z drużyny rezerw                      | Jagiellonia II Białystok     |
|                    | Michał Grygoruk        | PO         | 21.06.1985 | 1,79 | 3     | 0   | 02(j) z drużyny rezerw                      | Jagiellonia II Białystok     |
|                    | Sebastian Świerzbiński | NA         | 25.09.1983 | 1,83 | 3     | 0   | 02(j) z drużyny rezerw                      | Jagiellonia II Białystok     |
|                    | Wojciech Kobeszko      | NA         | 2.01.1980  | 1,78 | 30    | 23  |                                             | Ceramika Opoczno             |
|                    | Dzidosław Żuberek      | NA         | 30.09.1973 | 1,85 | 28    | 4   |                                             | ŁKS Łódź                     |
|                    | Grzegorz Pieczywek     | NA         | 25.02.1982 | 1,77 | 3     | 0   | jesień z drużyny rezerw                     | Jagiellonia II Białystok     |
|                    | bramka samobójcza      |            |            |      |       | 1   |                                             |                              |
| Transfery z klubu: |                        |            |            |      |       |     |                                             |                              |
| Nr                 | Zawodnik               | Poz.       | Data ur.   | Wz.  | Mecze | Br. | Transfer z/do                               | Ostatni klub                 |
|                    | Audrius Dillys         | BR         | 20.03.1974 | 1,87 | 0     | 0   | 02(j) do Żalgiris Wilno                     | Żalgiris Wilno               |
|                    | Andrejus Sorokinas     | OB         | 10.08.1970 | 1,75 | 0     | 0   | 02(j) z Żalgiris Wilno                      | Żalgiris Wilno               |
|                    | Andrzej Biedrzycki     | OB         | 19.10 1966 | 1,79 | 0     | 0   | 02(j) do Stomil Olsztyn                     | Stomil Olsztyn               |
|                    | Robert Rzeczycki       | OB         | 26.02.1969 | 1,84 | 0     | 0   | 02(j) do Pelikan Łowicz                     | Zagłębie Sosnowiec           |
|                    | Krzysztof Łągiewka     | OB         | 23.01.1983 | 1,94 | 0     | 0   | 02(j) do Skonto Ryga                        | MOSP Jagiellonia Białystok   |
|                    | Krzysztof Smoliński    | OB         | 28.08.1979 | 1,89 | 0     | 0   | 02(j) do Hetman Zamość                      | ŁKS Łódź                     |
|                    | Paweł Sobolewski       | PO         | 20.06.1979 | 1,73 | 0     | 0   | 02(j) do Warmia Grajewo                     | Warmia Grajewo               |
|                    | Ryszard Ostrowski      | NA         | 19.04.1968 | 1,70 | 0     | 0   | 02(j) do Hetman Białystok                   | Mazur Ełk                    |
|                    | Przemysław Papiernik   | 19.01.1983 | 1,76       | PO   | 0     | 0   | 02(j) do drużyny rezerw                     | MOSP Jagiellonia Białystok   |
|                    | Adam Grad              | NA         | 10.09.1969 | 1,74 | 0     | 0   | 02(j) do Korona Kielce                      | ŁKS Łódź                     |
|                    | Kamil Szarnecki        | NA         | 8.11.1976  | 1,89 | 0     | 0   | 02(j) do Aluminium Konin                    | Orlen II Płock               |
|                    | Andrzej Jasiński       | NA         | 12.09.1973 | 1,85 | 0     | 0   | 02(j) do Arka Gdynia                        | 01(j) z First Vienna FC 1894 |
|                    | Marcin Kubsik          | PO         | 30.09.1975 | 1,82 | 0     | 0   | 02(j) do ŁKS Łódź                           | Zagłębie Lubin               |
|                    | Dariusz Czykier        | PO         | 21.02.1966 | 1,81 | 0     | 0   | 02(j) do Supraślanka Supraśl                | Wigry Suwałki                |
|                    | Mirosław Dymek w       | BR         | 25.02.1970 | 1,91 | 0     | 0   | 03(w) koniec kariery                        | (wyp.)KPWP Wasilków          |
|                    | Tomasz Kulhawik        | OB         | 21.05.1980 | 1,79 | 1     | 0   | 03(w) z ŁKS Łomża · 03(j) do drużyny rezerw | ŁKS Łomża                    |
|                    | Zbigniew Szugzda       | NA         | 29.03.1970 | 1,90 | 12    | 2   | 02(j) z Wigry Suwałki · 03(w) do Mazur Ełk  | Wigry Suwałki                |

## Mecze
| Mecze i wyniki | Mecze i wyniki         | Mecze i wyniki        | Mecze i wyniki | Mecze i wyniki | Mecze i wyniki       | Mecze i wyniki | Mecze i wyniki                                                              | Poz w lidze. | Poz w lidze. | Poz w lidze. |
| Lp. | Data                   | Rozgrywki             | F.             | D/W            | Przeciwnik           | Wynik          | Strzelcy bramek                                                             | M.           | P.           | Br.          |
| --- | ---------------------- | --------------------- | -------------- | -------------- | -------------------- | -------------- | --------------------------------------------------------------------------- | ------------ | ------------ | ------------ |
| 1 47 | 06.08.2002 Białystok   | PP - run.wst.         | 1200           | D              | Odra Opole           | 3:0            | Speichler 44', Łatka 61' 73'                                                | awans        | awans        | awans        |
| 2 1481 | 11.08.2002 Grajewo     | III Liga - 1 kol.     | 2500           | W              | Warmia Grajewo       | 1:0            |                                                                             | 13           | 0            | 0:1          |
| 3 1482 | 18.08.2002 Białystok   | III Liga - 2 kol.     | 1000           | D              | Znicz Pruszków       | 7:1            | Kobeszko 7' 12' 45', Żuberek 17' Dzienis 60', Tyczkowski 85', Z.Szugzda 90' | 7            | 3            | 7:2          |
| 4 1483 | 25.08.2002 Warszawa    | III Liga - 3 kol.     | 150            | W              | Hutnik Warszawa      | 0:2            | Bańkowski 11', Kobeszko 43'                                                 | 4            | 6            | 9:2          |
| 5 48 | 28.08.2002 Lubartów    | PP - I run.           | 1000           | W              | Lewart Lubartów      | 1:2            | Łatka 45', Kobeszko 75'                                                     | awans        | awans        | awans        |
| 6 1484 | 1.09.2002 Białystok    | III Liga - 4 kol.     | 1500           | D              | Okęcie Warszawa      | 2:1            | Z.Szugzda 53', Tyczkowski 90'                                               | 4            | 9            | 11:3         |
| 7 1485 | 7.09.2002 Suwałki      | III Liga - 5 kol.     | 2000           | W              | Wigry Suwałki        | 0:2            | Kobeszko 52' 70'                                                            | 2            | 12           | 13:3         |
| 8 1486 | 17.09.2002 Białystok   | III Liga - 6 kol.     | 2000           | D              | Gwardia Warszawa     | 0:0            |                                                                             | 2            | 13           | 13:3         |
| 9 1487 | 22.09.2002 Warszawa    | III Liga - 7 kol.     | 300            | W              | Polonia II Warszawa  | 0:2            | Bańkowski 39', Żuberek 42'                                                  | 1            | 16           | 15:3         |
| 10 49 | 27.09.2002 Łódź        | PP - II run.(1/16)    | 4000           | W              | Widzew Łódź          | 1:2            | Marcinkiewicz 92'                                                           | odpadnięcie  | odpadnięcie  | odpadnięcie  |
| 11 1488 | 30.09.2002 Białystok   | III Liga - 8 kol.     | 1000           | D              | Pelikan Łowicz       | 2:2            | Żuberek 70', Tyczkowski 73'                                                 | 2            | 17           | 17:5         |
| 12 1489 | 6.10.2002 Grójec       | III Liga - 9 kol.     | 1000           | W              | Mazowsze Grójec      | 1:3            | Marcinkiewicz 16', Kobeszko 45', Danielewicz 83'                            | 1            | 20           | 20:6         |
| 13 1490 | 13.10.2002 Białystok   | III Liga - 10 kol.    | 1000           | D              | MG MZKS Kozienice    | 1:0            | Tupalski 47'                                                                | 1            | 23           | 21:6         |
| 14 1491 | 20.10.2002 Elbląg      | III Liga - 11 kol.    | 500            | W              | Polonia Elbląg       | 2:0            |                                                                             | 2            | 23           | 21:8         |
| 15 1492 | 27.10.2002 Białystok   | III Liga - 12 kol.    | 700            | D              | MKS Mława            | 1:1            | Łatka 34'(k)                                                                | 2            | 24           | 22:9         |
| 16 1493 | 3.11.2002 Głowno       | III Liga - 13 kol.    | 300            | W              | Stal Głowno          | 1:2            | Kobeszko 58' 73'                                                            | 2            | 27           | 24:10        |
| 17 1494 | 10.11.2002 Białystok   | III Liga - 14 kol.    | 1000           | D              | Unia Skierniewice    | 4:0            | Kobeszko 5' 72' 90', Tyczkowski 83'                                         | 2            | 30           | 28:10        |
| 18 1495 | 17.11.2002 Legionowo   | III Liga - 15 kol.    | 1500           | W              | Legionovia Legionowo | 1:0            |                                                                             | 3            | 30           | 28:11        |
| | 9.03.2003 Białystok    | (16 kol.) przełożona  |                | D              | Warmia Grajewo       | [ 1 ]          |                                                                             | 3            | 30           | 28:11        |
| | 16.03.2003 Pruszków    | (17 kol.) mecz przeł. |                | W              | Znicz Pruszków       | (przeł.)       |                                                                             | 3            | 30           | 28:11        |
| 19 | 18.03.2003 Białystok   | PP OKR - 1/4          | 300            | D              | Sparta Augustów      | 2:1            | Kobeszko 32', Żuberek 78'(k)                                                | awans        | awans        | awans        |
| 20 1496 | 23.03.2003 Białystok   | III Liga - 18 kol.    | 1000           | D              | Hutnik Warszawa      | 4:0            | Łatka 9'(k) 18'(k), Kobeszko 20', Dzienis 68'                               | 3            | 33           | 32:11        |
| 21 1497 | 30.03.2003 Warszawa    | III Liga - 19 kol.    | 300            | W              | Okęcie Warszawa      | 0:0            |                                                                             | 3            | 34           | 32:11        |
| 22 1498 | 3.04.2003 Białystok    | III Liga - 20 kol.    | 1500           | D              | Wigry Suwałki        | 3:2            | Kobeszko 10' 59', Łatka 20'(k)                                              | 2            | 37           | 35:13        |
| 23 1499 | 13.04.2003 Warszawa    | III Liga - 21 kol.    | 450            | W              | Gwardia Warszawa     | 0:1            | Łatka 69'(k)                                                                | 1            | 40           | 36:13        |
| 24 1500 | 15.04.2003 Białystok   | III Liga - 16 kol.    | 3000           | D              | Warmia Grajewo       | 3:0            | Kobeszko 7' 70', Łatka 86'(k)                                               | 1            | 43           | 39:13        |
| 25 1501 | 20.04.2003 Białystok   | III Liga - 22 kol.    | 2500           | D              | Polonia II Warszawa  | 2:0            | Kobeszko 49' 89'(k)                                                         | 1            | 46           | 41:13        |
| 26 1502 | 27.04.2003 Łowicz      | III Liga - 23 kol.    | 1000           | W              | Pelikan Łowicz       | 0:1            | Dzienis 73'                                                                 | 1            | 49           | 42:13        |
| 27 1503 | 30.04.2003 Pruszków    | III Liga - 17 kol.    | 300            | W              | Znicz Pruszków       | 0:1            | Kulig 40'                                                                   | 1            | 52           | 43:13        |
| 28 1504 | 4.05.2003 Białystok    | III Liga - 24 kol.    | 2000           | D              | Mazowsze Grójec      | 0:0            |                                                                             | 1            | 53           | 43:13        |
| 29 1505 | 11.05.2003 Kozienice   | III Liga - 25 kol.    | 300            | W              | MG MZKS Kozienice    | 0:1            | Żuberek 32'                                                                 | 1            | 56           | 44:13        |
| 30 | 14.05.2003 Mielnik     | PP OKR - 1/2          | 250            | W              | MKS Mielnik          | 0:1            | Kobeszko 11'                                                                | awans        | awans        | awans        |
| 31 1506 | 18.05.2003 Białystok   | III Liga - 26 kol.    | 3000           | D              | Polonia Elbląg       | 2:2            | Kulig 14' Łatka 19'(k)                                                      | 1            | 57           | 46:15        |
| 32 1507 | 25.05.2003 Mława       | III Liga - 27 kol.    | 400            | W              | MKS Mława            | 0:1            | Speichler 9'                                                                | 1            | 60           | 47:15        |
| 33 1508 | 1.06.2003 Białystok    | III Liga - 28 kol.    | 3000           | D              | Stal Głowno          | 3:0            | Kobeszko 30' 64', Tyczkowski 79'                                            | 1            | 63           | 50:15        |
| 34 | 3.06.2003 Białystok    | PP OKR - finał        | 500            | D              | Hetman Białystok     | 2:1            | Tyczkowski 14', Strzeliński 80'                                             | puchar       | puchar       | puchar       |
| 35 1509 | 8.06.2003 Skierniewice | III Liga - 29 kol.    | 300            | W              | Unia Skierniewice    | 2:2            | Walukiewicz 9', Kobeszko 54'                                                | 1            | 64           | 52:17        |
| 36 1510 | 15.06.2003 Białystok   | III Liga - 30 kol.    | 2500           | D              | Legionovia Legionowo | 3:1            | Dzienis 33', Wołczyk 73', Kobeszko 79'                                      | 1            | 67           | 55:18        |
| - rozgrywki ligowe, - rozgrywki pucharu polski, - rozgrywki pucharu ligi, - rozgrywki ligi europejskiej, - mecze barażowe lub eliminacyjne, - inne. Liczba meczów w sezonie:1 2 (wszystkie mecze na najwyższym poziomie rozgrywkowym)3 (wszystkie mecze w rozgrywkach ligowych bez baraży) , Puchar Polski: 2 (mecze Pucharu Polski na szczeblu centralnym)3 (wszystkie mecze w Pucharze Polski) |                        |                       |                |                |                      |                |                                                                             |              |              |              |

## Mecze towarzyskie
- 12-20 lipca 2002 zgrupowanie w Ciechanowie.

| Lp. | Data, Kraj, Miasto   | Mecze   | F. | D/W | Przeciwnik                | Wynik | Strzelcy bramek                                                                  |
| --- | -------------------- | ------- | -- | --- | ------------------------- | ----- | -------------------------------------------------------------------------------- |
| 1   | 19.06.2002 Białystok | sparing | -  | D   | Hetman Białystok (4 p.)   | 4:0   | Kobeszko 33' 37' Dworzańczyk 55' Speichler 59'                                   |
| 2   | 6.07.2002 Białystok  | sparing | -  | D   | Sparta Augustów (4 p.)    | 3:0   | Danielewicz 13' Łatka 24'(k) Speichler 85'                                       |
| 3   | 11.07.2002 Białystok | sparing | -  | D   | Sūduva Mariampol (1 p.)   | 1:3   | Tyczkowski                                                                       |
| 4   | 14.07.2002 Ciechanów | sparing | -  | N   | Mazur Karczew (4 p.)      | 6:2   | Tyczkowski 18' Łatka 23' 24' Prokop 26' Tupalski 41' Żuberek 79'                 |
| 5   | 17.07.2002 Ciechanów | sparing | -  | N   | Stomil Olsztyn (2 p.)     | 4:1   | Kobeszko 25' 49' 70' Łatka 38'(k)                                                |
| 6   | 20.07.2002 Ciechanów | sparing | -  | N   | Gwardia Warszawa (3 p.)   | 1:0   | Kobeszko 79'(k)                                                                  |
| 7   | 24.07.2002 Olsztyn   | sparing | -  | W   | Stomil Olsztyn (2 p.)     | 2:0   |                                                                                  |
| 8   | 27.07.2002 Białystok | sparing | -  | D   | Mazur Ełk (4 p.)          | 4:1   | Kobeszko 12' 26' 29' Danielewicz 86'                                             |
| 9   | 2.02.2003 Suwałki    | sparing | -  | W   | Wigry Suwałki (3 p.)      | 4:1   | Kulig 45'                                                                        |
| 10  | 9.02.2003 Olsztyn    | sparing | -  | W   | Stomil Olsztyn (2 p.)     | 1:1   | Łatka 53'(k)                                                                     |
| 11  | 12.02.2003 Wilno     | tow.    | -  | W   | Žalgiris Wilno (1 poz.)   | 2:1   | Tyczkowski 37'                                                                   |
| 12  | 14.02.2003 Wilno     | tow.    | -  | W   | Žalgiris Wilno (1 poz.)   | 0:2   | Danielewicz 13' 59'                                                              |
| 13  | 15.02.2003 Ełk       | sparing | -  | W   | Mazur Ełk (4 p.)          | 2:2   | Danielewicz 33' Kulig 53'                                                        |
| 14  | 19.02.2003 Białystok | sparing | -  | D   | Piast Białystok (5 p.)    | 6:0   | Danielewicz 13' 72' 85' Tyczkowski 21' 43' 68'                                   |
| 15  | 25.02.2003 Białystok | sparing | -  | D   | rep. PODLASIE U-21        | 9:1   | Żuberek 22'(k) 48 ' 56' 77' Kobeszko 44' 68 ' Tyczkowski 54' 75' Danielewicz 18' |
| 16  | 1.03.2003 Białystok  | sparing | -  | D   | Sparta Augustów (5 p.)    | 13:1  | b.d.'                                                                            |
| 17  | 9.03.2003 Białystok  | sparing | -  | D   | Mlekovita Wys Maz. (5 p.) | 5:1   | Danielewicz 9'(k) Łatka 13' Kobeszko 67' 75' 80'                                 |

(p.) - poziom rozgrywkowy